# Museo del ciclismo Gino Bartali
Il Museo del ciclismo "Gino Bartali" è un museo di Firenze situato in via Chiantigiana 175, a Ponte a Ema.

## Storia
Il museo ha aperto i battenti il 1º aprile 2006, grazie all'impegno promosso dall'Associazione Amici del Museo del Ciclismo "Gino Bartali". Nel 2015 è entrato a far parte del circuito dei Musei civici fiorentini, gestiti direttamente dal Comune di Firenze. Nel 2024 è stato omaggiato dal passaggio dei ciclisti durante la prima tappa del Tour de France.

## Descrizione
Il museo si trova in un edificio polifunzionale, antistante la casa natale di Gino Bartali. Dispone di circa 1000 mq di superficie, dislocati su tre piani: nel seminterrato si trova un deposito con svariati esemplari di biciclette, molte delle quali donate da personaggi famosi, non solo legati al mondo del ciclismo; al primo e secondo piano si trova il museo vero e proprio, coi servizi e le sale. In particolare al primo piano si trova un grande salone che espone alcuni modelli storici di biciclette, che ripercorrono l'evoluzione del veicolo dalle sue origini ai prototipi più originali mai entrati in uso. Segue la mostra di cimeli di Gino Bartali, tra cui biciclette, maglie, trofei, ritagli di giornali e oggetti personali; una sezione è dedicata alla tragica morte del fratello maggiore Giulio, pure ciclista, e una alle testimonianze di ebrei salvati durante la seconda guerra mondiale, che hanno valso a Gino il titolo di Giusto tra le Nazioni. Infine si trovano biciclette, maglie e altri cimeli legati ad altri grandi campioni del ciclismo italiano, quali Giuseppe Olmo, Fausto Coppi, Antonio Maspes, Franco Bitossi, Alfredo Martini, Maurizio Fondriest, ecc.
Completano l'insieme una biblioteca/emeroteca, un archivio e fototeca, e una sala sala audio/video dove vengono proiettati vari filmati, con aneddoti raccontati spesso dai diretti interessati.